# Alexander Rossi

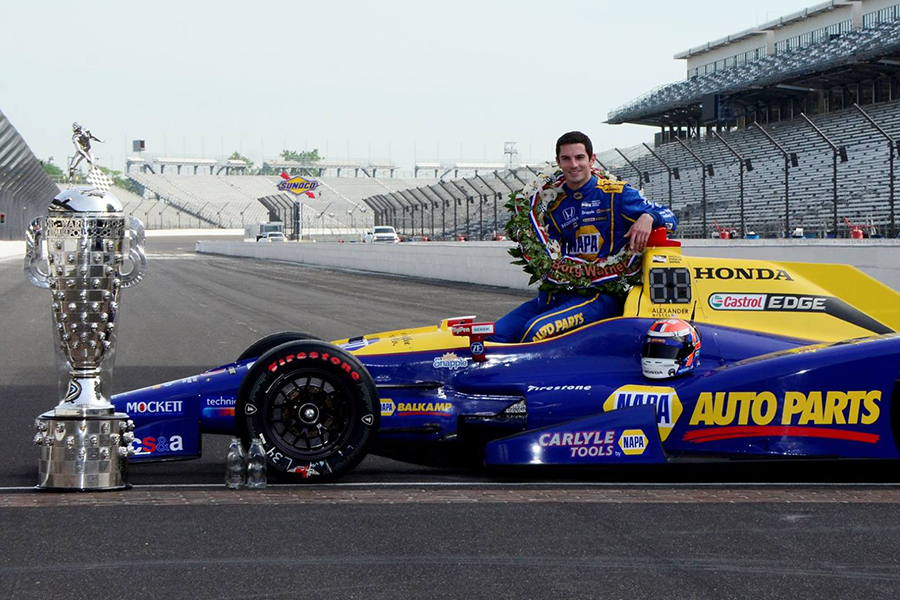
Rossi luego de ganar las 500 Millas de Indianápolis de 2016.

Alexander Michael Rossi (Nevada City, California, Estados Unidos; 25 de septiembre de 1991) es un piloto de automovilismo estadounidense. Fue subcampeón de la GP2 Series en 2015 por detrás de Stoffel Vandoorne y debutó ese mismo año como piloto titular en Fórmula 1 con el equipo Marussia en cinco GGPP, tras ser piloto reserva de Caterham desde 2012. Desde 2016 compite en la IndyCar Series, obteniendo el subcampeonato en 2018 y el tercer lugar en 2019 con Andretti Autosport. Actualmente compite con el equipo Ed Carpenter Racing, tras ser piloto de Arrow McLaren en 2023 y 2024.
Ha logrado ocho victorias, destacándose las 500 Millas de Indianápolis de 2016 en su primera participación, 28 podios, tres poles positions y cinco vueltas rápidas en la categoría.

## Carrera

### Inicios
Rossi empezó su trayectoria en el karting, pasando en 2005 a los monoplazas en la escuela Skip Barber, donde resultó tercero en la Skip Barber National 2006. En la temporada 2007 de la Fórmula BMW Estadounidense, Rossi acabó tercero en el campeonato con tres victorias, una pole y dos vueltas rápidas. En la temporada 2008 ganó la Fórmula BMW Estadounidense con diez victorias en quince carreras.
Rossi retornó a Europa en 2009 para disputar la Fórmula Master Internacional, donde resultó cuarto en el campeonato con tres victorias.

### GP2 Asia Series y GP3 Series
Rossi fue contratado por Ocean Racing Technology en las dos primeras carreras de la GP2 Asia 2009/10, acabando 4º y 5º. Meritus Malasia lo contrató a partir de ahí, puntuando en otras dos carreras para resultar noveno en el minitorneo.
A continuación disputó la GP3 Series con ART Grand Prix, teniendo como compañeros a junto con Esteban Gutiérrez y Pedro Henrique Nunes. Obtuvo dos victorias y cinco podios en 16 carreras, finalizando cuarto en el campeonato.

### World Series by Renault
En 2010, Rossi corrió en la ronda del circuito de Mónaco de la World Series by Renault, donde acabó retirando. En 2011 finalizó tercero en el campeonato con el equipo Fortec, con dos victorias y seis podios en 17 carreras. En 2012 cambió al equipo Arden Caterham y sólo pudo lograr el 11º puesto en la clasificación general, con un tercer puesto en Mónaco y cuatro quintos puestos como mejores resultados.

### GP2 Series
Rossi ascendió a la GP2 Series en 2013, fichando por Caterham. Obtuvo una victoria y cuatro podios en 22 carreras, por lo que resultó noveno en el campeonato. En 2014 disputó la primera mitad del campeonato con Caterham y una fecha con Campos, tras lo cual se ausentó en las cinco fechas finales.
El estadounidense retornó a la GP2 Series en 2015 como piloto titular de Racing Engineering. Consiguió tres victorias, dos segundos puestos, dos terceros y cuatro cuartos. Así, resultó subcampeón por detrás de Stoffel Vandoorne.

### Fórmula 1
Varios rumores lo relacionaron con el equipo US F1 que pretendía competir en 2010, pero finalmente no pudo hacerlo. Luego probó un BMW Sauber en un test de jóvenes pilotos.
Rossi fue piloto reserva de Caterham desde 2012 hasta 2014, participando esporádicamente como tercer piloto de prácticas.
El 24 de julio de 2014 se confirma su incorporación como piloto de pruebas de Marussia, e inesperadamente el equipo le da la oportunidad de debutar en una carrera en Bélgica, aunque finalmente hace marcha atrás a última hora. Después del grave accidente de Jules Bianchi en Suzuka, Rossi lo iba a a sustituir en el GP de Rusia, pero luego el equipo decidió correr con un solo auto para Max Chilton.
Al año siguiente, Rossi volvió a competir para la misma escudería en cinco rondas del 2015, logrando como mejor resultado un 12° puesto en Austin bajando del coche a Roberto Merhi esas cinco carreras.

### IndyCar
Al no conseguir plaza en Fórmula 1, Rossi firma por el equipo Andretti-Herta en 2016 para correr en la IndyCar Series con el Dallara Honda número 98. En su debut en las 500 Millas de Indianápolis en un golpe de suerte, logró llevarse la victoria en la edición número 100, convirtiéndose en el noveno novato en lograrlo en esta prestigiosa carrera. Además resultó quinto en Sonoma, sexto en Iowa y octavo en Watkins Glen, quedando 11º en el campeonato de pilotos.
Andretti mantuvo a Rossi para competir en la IndyCar Series 2017. Ganó en Watkins Glen, además de obtener 5 top 5 para culminar séptimo en el campeonato.
Continuando como piloto de Andretti en la temporada 2018 de la IndyCar, Rossi obtuvo tres victorias en Long Beach, Mid-Ohio y Pocono. En total logró ocho podios pero no le alcanzó para ganar el título y salió subcampeón por detrás de Scott Dixon. En 2019 logró dos victorias (Long Beach y Road America) y siete podios (incluyendo un segundo lugar en las 500 Millas de Indianapolis), finalizando tercero en el campeonato.
Rossi tuvo un desempeño irregular en la IndyCar en 2020, alternando cinco podios y cuatro abandonos en 14 carreras, y quedó noveno en la clasificación general. Al año siguiente, Rossi logró únicamente un podio con un segundo lugar en Portland y 9 top 10, concluyendo décimo en el torneo.

### Otras actividades
En 2018 compitió en la Baja 1000 con un Honda Ridgeline compartiendolo con Jeff Proctor, logrando una segunda posición en la Clase 7 y 86.º en la clasificación general.
En 2019, Rossi fue piloto invitado de Penske para competir en las 24 Horas de Daytona y las 12 Horas de Sebring del IMSA SportsCar Championship con un Oreca Acura DPi, resultando tercero y cuarto respectivamente. En 2020 disputó ambas prueba más Petit Le Mans, logrando un segundo puesto en la última de ellas. En 2021 triunfó en las 24 Horas de Daytona con un Oreca Acura DPi pero del Wayne Taylor Racing.
A su vez, el piloto participó en los  1000 km de Bathurst de 2019, formando una dupla con James Hinchcliffe en un Holden Commodore del equipo Walkinshaw Andretti United, una asociación entre Andretti Autosport y United Autosports. Finalizaron la carrera en el puesto 18.

## Resumen de carrera
| Temporada | Categoría                                   | Equipo                                       | Carreras          | Victorias         | Poles             | VR                | Puntos            | Pos.              |
| --------- | ------------------------------------------- | -------------------------------------------- | ----------------- | ----------------- | ----------------- | ----------------- | ----------------- | ----------------- |
| 2006      | Skip Barber National                        | Skip Barber Racing School                    | 14                | 3                 | 2                 | 0                 | 613               | 3.º               |
| 2006      | Skip Barber Western Regional                | Skip Barber Racing School                    | 10                | 7                 | 0                 | 0                 | 538               | 1.º               |
| 2006      | Formula TR 1600 Pro Series                  | Odyssey Motorsports                          | 11                | 4                 | 0                 | 0                 | 469               | 2.º               |
| 2007      | Fórmula BMW Américas                        | Team Apex Racing                             | 14                | 3                 | 1                 | 2                 | 410               | 3.º               |
|           | Fórmula BMW World Final                     | EuroInternational                            | 1                 | 0                 | 0                 | 0                 | N/A               | NC                |
| 2008      | Fórmula BMW Américas                        | EuroInternational                            | 14                | 10                | 10                | 8                 | 249               | 1.º               |
| 2008      | Fórmula BMW Europa                          | EuroInternational                            | 2                 | 0                 | 0                 | 0                 | N/A†              | N/A†              |
| 2008      | Fórmula BMW World Final                     | EuroInternational                            | 1                 | 1                 | 0                 | 1                 | N/A               | 1.º               |
| 2009      | International Fórmula Master                | Hitech Racing                                | 16                | 3                 | 0                 | 1                 | 52                | 4.º               |
| 2009      | International Fórmula Master                | ISR Racing                                   | 16                | 3                 | 0                 | 1                 | 52                | 4.º               |
| 2009–10   | GP2 Asia Series                             | Ocean Racing Technology                      | 8                 | 0                 | 0                 | 0                 | 12                | 9.º               |
| 2009–10   | GP2 Asia Series                             | MalaysiaQi-Meritus.com                       | 8                 | 0                 | 0                 | 0                 | 12                | 9.º               |
| 2010      | Fórmula Renault 3.5                         | ISR Racing                                   | 1                 | 0                 | 0                 | 0                 | 0                 | NC                |
| 2010      | GP3 Series                                  | ART Grand Prix                               | 14                | 2                 | 2                 | 1                 | 38                | 4.º               |
| 2011      | Fórmula Renault 3.5                         | Fortec Motorsport                            | 17                | 2                 | 0                 | 1                 | 156               | 3.º               |
| 2012      | Fórmula Renault 3.5                         | Arden Caterham                               | 17                | 0                 | 0                 | 4                 | 63                | 11.º              |
| 2012      | Fórmula 1                                   | Caterham F1 Team                             | Piloto de pruebas | Piloto de pruebas | Piloto de pruebas | Piloto de pruebas | Piloto de pruebas | Piloto de pruebas |
| 2013      | GP2 Series                                  | EQ8 Caterham Racing                          | 20                | 1                 | 1                 | 0                 | 92                | 9.º               |
| 2013      | Fórmula 1                                   | Caterham F1 Team                             | Piloto de pruebas | Piloto de pruebas | Piloto de pruebas | Piloto de pruebas | Piloto de pruebas | Piloto de pruebas |
| 2013      | 24 Horas de Le Mans                         | Greaves Motorsport                           | 1                 | 0                 | 0                 | 0                 | N/A               | 10.º              |
| 2013      | Campeonato Mundial de Resistencia de la FIA | Greaves Motorsport                           | 1                 | 0                 | 0                 | 0                 | 20                | 19.º              |
| 2014      | Fórmula 1                                   | Caterham F1 Team                             | Piloto de pruebas | Piloto de pruebas | Piloto de pruebas | Piloto de pruebas | Piloto de pruebas | Piloto de pruebas |
| 2014      | Fórmula 1                                   | Marussia F1 Team                             | Piloto de pruebas | Piloto de pruebas | Piloto de pruebas | Piloto de pruebas | Piloto de pruebas | Piloto de pruebas |
| 2014      | GP2 Series                                  | EQ8 Caterham Racing                          | 10                | 0                 | 0                 | 0                 | 12                | 21.º              |
| 2014      | GP2 Series                                  | Campos Racing                                | 2                 | 0                 | 0                 | 0                 | 12                | 21.º              |
| 2015      | GP2 Series                                  | Racing Engineering                           | 22                | 3                 | 1                 | 0                 | 181,5             | 2.º               |
| 2015      | Fórmula 1                                   | Manor Marussia F1 Team                       | 5                 | 0                 | 0                 | 0                 | 0                 | 20.º              |
| 2016      | IndyCar Series                              | Andretti Herta Autosport with Curb Agajanian | 16                | 1                 | 0                 | 2                 | 430               | 11.º              |
| 2017      | IndyCar Series                              | Andretti Herta Autosport with Curb Agajanian | 17                | 1                 | 1                 | 1                 | 290               | 9.°               |
| 2018      | IndyCar Series                              | Andretti Autosport                           | 17                | 3                 | 3                 | 1                 | 621               | 3.º               |
| 2019      | IndyCar Series                              | Andretti Autosport                           | 17                | 2                 | 2                 | 0                 | 608               | 2.º               |
| 2019      | WeatherTech SportsCar Championship - DPi    | Acura Team Penske                            | 2                 | 0                 | 0                 | 0                 | 58                | 23                |
| 2019      | Supercars Championship                      | Walkinshaw Andretti United                   | 1                 | 0                 | 0                 | 0                 | 102               | 52                |
| 2020      | IndyCar Series                              | Andretti Autosport                           | 14                | 0                 | 0                 | 0                 | 317               | 9.°               |
| 2020      | WeatherTech SportsCar Championship - DPi    | Acura Team Penske                            | 3                 | 0                 | 0                 | 0                 | 78                | 20.°              |
| 2021      | WeatherTech SportsCar Championship - DPi    | Konica Minolta Acura                         | Disputándose      | Disputándose      | Disputándose      | Disputándose      | Disputándose      | Disputándose      |
| Fuente:   |                                             |                                              |                   |                   |                   |                   |                   |                   |

- † Rossi fue piloto invitado, por lo tanto no fue apto para sumar puntos.

## Resultados

### GP2 Asia Series
(Clave) (negrita indica pole position) (cursiva indica vuelta rápida puntuable)

| Año     | Escudería               | 1    | 1    | 2    | 2    | 3    | 3    | 4    | 4    | Pos. | Puntos | Ref.   |
| ------- | ----------------------- | ---- | ---- | ---- | ---- | ---- | ---- | ---- | ---- | ---- | ------ | ------ |
| 2009-10 |                         | YMC1 | YMC1 | YMC2 | YMC2 | SAK1 | SAK1 | SAK2 | SAK2 | 9.º  | 12     | [ 11 ] |
| 2009-10 | Ocean Racing Technology | 4    | 5    |      |      |      |      |      |      | 9.º  | 12     | [ 11 ] |
| 2009-10 | MalaysiaQi-Meritus.com  |      |      | 6    | 9    | Ret  | Ret  | 11   | 5    | 9.º  | 12     | [ 11 ] |

### GP3 Series
(Clave) (negrita indica pole position) (cursiva indica vuelta rápida puntuable)

| Año  | Escudería      | 1   | 1   | 2   | 2   | 3   | 3   | 4   | 4   | 5   | 5   | 6   | 6   | 7   | 7   | 8   | 8   | Pos. | Puntos | Ref.   |
| ---- | -------------- | --- | --- | --- | --- | --- | --- | --- | --- | --- | --- | --- | --- | --- | --- | --- | --- | ---- | ------ | ------ |
| 2010 | ART Grand Prix | BAR | BAR | EST | EST | VAL | VAL | SIL | SIL | HOC | HOC | BUD | BUD | SPA | SPA | MNZ | MNZ | 4.º  | 38     | [ 12 ] |
| 2010 | ART Grand Prix | 8   | 1   | 4   | 3   | Ret | Ret | 5   | 2   | Ret | 8   | 8   | 1   | 13  | 2   | Ret | 15  | 4.º  | 38     | [ 12 ] |

### Fórmula 1
(Clave) (negrita indica pole position) (cursiva indica vuelta rápida)

| Año     | Escudería              | 1   | 2   | 3   | 4   | 5      | 6   | 7      | 8   | 9   | 10  | 11  | 12     | 13     | 14     | 15  | 16     | 17     | 18     | 19  | 20  | Pos. | Puntos |
| ------- | ---------------------- | --- | --- | --- | --- | ------ | --- | ------ | --- | --- | --- | --- | ------ | ------ | ------ | --- | ------ | ------ | ------ | --- | --- | ---- | ------ |
| 2012    | Caterham F1 Team       | AUS | MYS | CHN | BHR | ESP TD | MON | CAN    | EUR | GBR | GER | HUN | BEL    | ITA    | SIN    | JPN | RCO    | IND    | ABU    | USA | BRA |      |        |
| 2013    | Caterham F1 Team       | AUS | MYS | CHN | BHR | ESP    | MON | CAN TD | GBR | GER | HUN | BEL | ITA    | SIN    | RCO    | JPN | IND    | ABU    | USA TD | BRA |     |      |        |
| 2014    | Caterham F1 Team       | AUS | MYS | BHR | CHN | ESP    | MON | CAN TD | AUT | GBR | GER | HUN |        |        |        |     |        |        |        |     |     |      |        |
| 2014    | Marussia F1 Team       |     |     |     |     |        |     |        |     |     |     |     | BEL TD | ITA    | SIN    | JPN | RUS    | USA    | BRA    | ABU |     |      |        |
| 2015    | Manor Marussia F1 Team | AUS | MYS | BHR | CHN | ESP    | MON | CAN    | AUT | GBR | HUN | BEL | ITA    | SIN 14 | JPN 18 | RUS | USA 12 | MEX 15 | BRA 18 | ABU |     | 19.º | 0      |
| Fuente: |                        |     |     |     |     |        |     |        |     |     |     |     |        |        |        |     |        |        |        |     |     |      |        |

### GP2 Series
(Clave) (negrita indica pole position) (cursiva indica vuelta rápida puntuable)

| Año  | Escudería           | 1   | 1   | 2   | 2   | 3   | 3   | 4   | 4   | 5   | 5   | 6   | 6   | 7   | 7   | 8   | 8   | 9   | 9   | 10  | 10  | 11  | 11  | Pos. | Puntos | Ref.   |
| ---- | ------------------- | --- | --- | --- | --- | --- | --- | --- | --- | --- | --- | --- | --- | --- | --- | --- | --- | --- | --- | --- | --- | --- | --- | ---- | ------ | ------ |
| 2013 | EQ8 Caterham Racing | KUA | KUA | SAK | SAK | BAR | BAR | MON | MON | SIL | SIL | NÜR | NÜR | BUD | BUD | SPA | SPA | MNZ | MNZ | SIN | SIN | YMC | YMC | 9.º  | 62     | [ 14 ] |
| 2013 | EQ8 Caterham Racing |     |     | 3   | 20  | 6   | 6   | Ret | 19  | 10  | 9   | 11  | 6   | 13  | 16  | 3   | 22  | 8   | 2   | Ret | 23  | 1   | Ret | 9.º  | 62     | [ 14 ] |
| 2014 |                     | SAK | SAK | BAR | BAR | MON | MON | SPI | SPI | SIL | SIL | HOC | HOC | BUD | BUD | SPA | SPA | MNZ | MNZ | SOC | SOC | YMC | YMC | 21.º | 12     | [ 15 ] |
| 2014 | Caterham Racing     | 22  | 25  | Ret | 14  | 16  | 11  | 8   | 5   | 12  | 21  |     |     |     |     |     |     |     |     |     |     |     |     | 21.º | 12     | [ 15 ] |
| 2014 | Campos Racing       |     |     |     |     |     |     |     |     |     |     | Ret | 7   |     |     |     |     |     |     |     |     |     |     | 21.º | 12     | [ 15 ] |
| 2015 |                     | SAK | SAK | BAR | BAR | MON | MON | SPI | SPI | SIL | SIL | BUD | BUD | SPA | SPA | MNZ | MNZ | SOC | SOC | SAK | SAK | YMC | YMC | 2.º  | 181.5  | [ 16 ] |
| 2015 | Racing Engineering  | 3   | 4   | 3   | 4   | 2   | 7   | 6   | 8   | 2   | 4   | 12  | 19  | 6   | 1   | 1   | Ret | 1   | 6   | 18  | 9   | 4   | C   | 2.º  | 181.5  | [ 16 ] |

### Campeonato Mundial de Resistencia de la FIA
(Clave) (negrita indica pole position) (cursiva indica vuelta rápida)

| Año  | Escudería          | Clase | Automóvil          | 1   | 2   | 3   | 4   | 5   | 6   | 7   | 8   | Pos. | Puntos | Ref.   |
| ---- | ------------------ | ----- | ------------------ | --- | --- | --- | --- | --- | --- | --- | --- | ---- | ------ | ------ |
| 2013 | Greaves Motorsport | LMP2  | Zytek Z11SN-Nissan | SIL | SPA | LMS | SÃO | COA | FUJ | SHA | BHR | 19.º | 20     | [ 17 ] |
| 2013 | Greaves Motorsport | LMP2  | Zytek Z11SN-Nissan | 5   |     |     |     |     |     |     |     | 19.º | 20     | [ 17 ] |

### IndyCar Series
(Clave) (negrita indica pole position) (cursiva indica vuelta rápida)

| Año     | Equipo                                     | Motor     | 1      | 2      | 3      | 4      | 5      | 6       | 7       | 8      | 9      | 10     | 11     | 12     | 13      | 14     | 15     | 16     | 17     | 18     | Pos  | Puntos |
| ------- | ------------------------------------------ | --------- | ------ | ------ | ------ | ------ | ------ | ------- | ------- | ------ | ------ | ------ | ------ | ------ | ------- | ------ | ------ | ------ | ------ | ------ | ---- | ------ |
| 2016    | Andretti Herta Autosport w/ Curb-Agajanian | Honda     | STP 12 | PHO 14 | LBH 20 | ALA 15 | IMS 10 | INDY 1  | DET 10  | DET 12 | ROA 15 | IOW 6  | TOR 16 | MDO 14 | POC 20  | TXS 11 | BOS 8  | SNM 5  |        |        | 11.º | 430    |
| 2017    | Andretti Herta Autosport w/ Curb-Agajanian | Honda     | STP 11 | LBH 19 | ALA 5  | PHO 15 | IMS 8  | INDY 7  | DET 5   | DET 7  | TXS 22 | ROA 13 | IOW 11 | TOR 2  | MDO 6   | POC 3  | GAT 6  | WGL 1* | SNM 21 |        | 9.º  | 290    |
| 2018    | Andretti Autosport                         | Honda     | STP 3  | PHO 3  | LBH 1* | ALA 11 | IMS 5  | INDY 4  | DET 3   | DET 12 | TXS 3  | ROA 16 | IOW 9  | TOR 8  | MDO 1*  | POC 1  | GAT 2  | POR 8  | SNM 7  |        | 2.º  | 621    |
| 2019    | Andretti Autosport                         | Honda     | STP 5  | COA 9  | ALA 5  | LBH 1  | IMS 22 | INDY 2  | DET 2   | DET 5  | TXS 2  | ROA 1  | TOR 3  | IOW 6  | MDO 5   | POC 18 | GTW 13 | POR 3  | LAG 6  |        | 3.º  | 608    |
| 2020    | Andretti Autosport                         | Honda     | TXS 15 | IMS 25 | ROA 19 | ROA 3  | IOW 6  | IOW 8   | INDY 27 | GTW 22 | GTW 14 | MDO 3  | MDO 2  | IMS 2  | IMS 3   | STP 21 |        |        |        |        | 9.º  | 317    |
| 2021    | Andretti Autosport                         | Honda     | ALA 9  | STP 21 | TXS 8  | TXS 20 | IMS 7  | INDY 29 | DET 7   | DET 13 | ROA 7  | MDO 5  | NSH 17 | IMS 4  | GTW 17  | POR 2  | LAG 25 | LBH 6  |        |        | 10.º | 332    |
| 2022    | Andretti Autosport                         | Honda     | STP 20 | TXS 27 | LBH 8  | ALA 9  | IMS 11 | INDY 5  | DET 2   | ROA 3  | MDO 19 | TOR 23 | IOW 13 | IOW 18 | IMS 1   | NSH 4  | ILL 25 | POR 7  | LAG 10 |        | 9.º  | 381    |
| 2023    | Arrow McLaren                              | Chevrolet | STP 4  | TXS 22 | LBH 22 | ALA 8  | IMS 3  | INDY 5  | DET 5   | ROA 10 | MDO 10 | TOR 16 | IOW 10 | IOW 15 | NSH 19  | IMS 5  | GAT 4  | POR 20 | LAG 7  |        | 9.º  | 376    |
| 2024    | Arrow McLaren                              | Chevrolet | STP 6  | THE 7  | LBH 10 | ALA 25 | IGP 8  | INDY 4  | DET 5   | ROA 18 | LAG 3  | MDO 6  | IOW 8  | IOW 15 | TOR Wth | GAT 19 | POR 12 | MIL 7  | MIL 6  | NSH 15 | 10.º | 366    |
| 2025*   | Ed Carpenter Racing                        | Chevrolet | STP 10 | THE 9  | LBH 15 | ALA 8  | IGP 14 | INDY 28 | DET 10  | GAT 11 | ROA 13 | MDO 15 | IOW 25 | IOW 17 | TOR 25  | LAG 15 | POR 5  | MIL    | NSH    |        | 16.º | 244    |
| Fuente: |                                            |           |        |        |        |        |        |         |         |        |        |        |        |        |         |        |        |        |        |        |      |        |

- * Temporada en progreso.

#### 500 Millas de Indianápolis
| Año  | Chasis  | Motor     | Inició | Finalizó | Equipo                                     |
| ---- | ------- | --------- | ------ | -------- | ------------------------------------------ |
| 2016 | Dallara | Honda     | 11     | 1        | Andretti Herta Autosport w/ Curb-Agajanian |
| 2017 | Dallara | Honda     | 3      | 7        | Andretti Herta Autosport w/ Curb-Agajanian |
| 2018 | Dallara | Honda     | 32     | 4        | Andretti Autosport                         |
| 2019 | Dallara | Honda     | 9      | 2        | Andretti Autosport                         |
| 2020 | Dallara | Honda     | 9      | 27       | Andretti Autosport                         |
| 2021 | Dallara | Honda     | 10     | 29       | Andretti Autosport                         |
| 2022 | Dallara | Honda     | 20     | 5        | Andretti Autosport                         |
| 2023 | Dallara | Chevrolet | 7      | 5        | Arrow McLaren                              |
| 2024 | Dallara | Chevrolet | 4      | 4        | Arrow McLaren                              |
| 2024 | Dallara | Chevrolet | 12     | 31       | Ed Carpenter Racing                        |